# Cerodontha australis
Cerodontha australis är en tvåvingeart som beskrevs av Malloch 1925. Cerodontha australis ingår i släktet Cerodontha och familjen minerarflugor. Inga underarter finns listade i Catalogue of Life.